# James Vashon
James Vashon, né le 9 août 1742 près de Ludlow et mort le 20 octobre 1827 dans cette ville, est un officier de marine britannique. Il sert dans la Royal Navy au cours de la guerre de Sept Ans, la guerre d'indépendance des États-Unis, les guerres de la Révolution française et les guerres napoléoniennes. Il commande plusieurs navires dont le HMS Dreadnought dont il est le premier capitaine de 1801 à 1802. Il parvient par la suite au grade d'amiral.
George Vancouver, qui avait servi sous les ordres de Vashon sur l'Europa en 1786, baptise l'île Vashon dans le futur État de Washington en son hommage.